# KamLAND
KamLAND (Kamioka Liquid Scintillator Antineutrino Detector) ist ein japanisches Neutrino-Experiment in einem ehemaligen Bergwerk nahe Kamioka und gehört dort wie Kamiokande und dessen Nachfolger Super-Kamiokande zum Kamioka-Observatorium. Es dient der Beobachtung von Elektronen-Antineutrinos und besteht aus einem Ballon mit Szintillator-Flüssigkeit von 13 m Durchmesser, der von Photomultipliern umgeben ist
Die Detektion der Antineutrinos erfolgt über
{\displaystyle {\bar {\nu }}_{e}+p\to e^{+}+n}
(eine Reaktion mit einer Energieschwelle von 1,8 MeV) und das dabei entstehende Positron erzeugt ein Photon bei Paarvernichtung mit einem Elektron, das über die Photomultiplier detektiert wird. Es wurden verschiedene zusätzliche Maßnahmen zur Ausschaltung des Einflusses der kosmischen Strahlung und Radioaktivität aus umgebendem Gestein getroffen, so ist der Ballon in einem Bad aus hochreinem Öl und es gibt zusätzliche Tscherenkow-Detektoren für kosmische Strahlung.
Die Antineutrinos werden insbesondere bei radioaktivem Zerfall in den vielen umgebenden japanischen Kernreaktoren erzeugt (ihr gemittelter Abstand ergibt einen Mittelwert der Basislänge von 180 km). 2002 begann die Datenaufnahme und schon in den ersten 145 Tagen fanden sich deutliche Hinweise auf Neutrinooszillationen, da statt der ohne Neutrinooszillationen erwarteten 86,8±5,6 Ereignisse nur 54 gezählt wurden. 2008 und 2011 wurden die Ergebnisse von Präzisionsmessungen der Neutrinomischungswinkel (im Drei-Neutrino-Modell des Standardmodells) und Neutrinomassen veröffentlicht.
Bei KamLAND wurden auch Geoneutrinos beobachtet aus dem radioaktiven Zerfall von Thorium und Uran im Erdinnern und daraus unabhängig Grenzen für den Wärmefluss aus dem Erdinnern durch radioaktiven Zerfall.
2011 wurde ein mit Xenon gefüllter Ballon im Ballon mit der Szintillatorflüssigkeit platziert für die Suche nach Doppeltem Betazerfall, insbesondere neutrinolosem doppeltem Betazerfall, der auf Majorana-Neutrinos hinweisen würde (KamLAND-Zen Double Beta Decay Search). Eine erste untere Grenze für die Lebensdauer aufgrund neutrinolosem doppeltem Betazerfall wurde 2013 veröffentlicht und beträgt 1,9 · 1025 Jahre.
KamLand gehört zum Supernova Early Warning System.
Das KamLAND-Team erhielt 2016 den Breakthrough Prize in Fundamental Physics.